# Deborah van Daelen

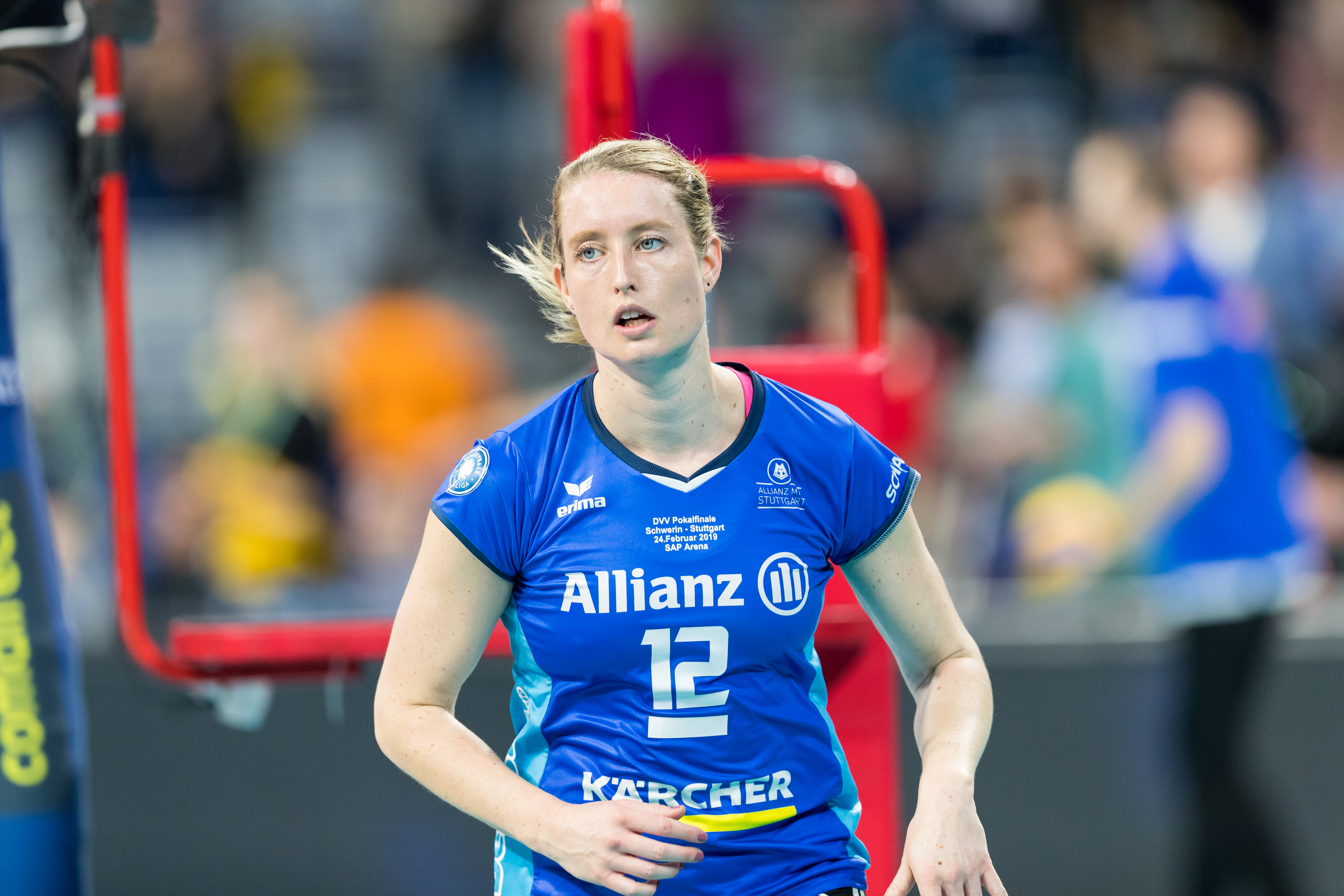
Deborah van Daelen (2019).

Deborah van Daelen (* 24. März 1989 in Zwolle) ist eine niederländische Volleyballspielerin.

## Karriere
Van Daelen begann ihre Karriere 2005 beim VC Weert. Drei Jahre später debütierte sie in der niederländischen Nationalmannschaft. 2010 wurde die Mittelblockerin mit dem Verein niederländische Vizemeisterin. In der folgenden Saison gelang dem VC Weert das Double aus Meisterschaft und Pokal. Anschließend wechselte van Daelen zum französischen Verein Pays D'Ax Venelles. 2012 wurde sie vom deutschen Bundesligisten Allianz MTV Stuttgart verpflichtet. Ihr dortiger Trainer Jan Lindenmair schulte sie von der Mittelblockerin zur Diagonalangreiferin um. 2014 verließ van Daelen den Verein und spielte kurzzeitig in Italien bei Pallavolo Scandicci. Nach einer einjährigen Spielpause kehrte sie 2015 zu Allianz MTV Stuttgart zurück. Hier wurde sie 2016 deutsche Vizemeisterin und gewann den VBL-Supercup. 2017 und 2018 wurde sie erneut Vizemeisterin. 2019 gewann sie mit Allianz MTV Stuttgart die deutsche Meisterschaft und beendete danach ihre Karriere.